# Vidarbha Vikas Party
Vidarbha Vikas Party (Vidarbas utvecklingsparti, VVP) är ett politiskt parti i den indiska delstaten Maharashtra. VVP arbetar för en separat Vidarbhadelstat i östra Maharashtra.